# Saint-Christophe-et-le-Laris
Saint-Christophe-et-le-Laris település Franciaországban, Drôme megyében. Lakosainak száma 425 fő (2022. január 1.). Saint-Christophe-et-le-Laris Crépol, Le Grand-Serre, Hauterives, Montchenu, Tersanne és Valherbasse községekkel határos.

## Népesség
A település népessége az elmúlt években az alábbi módon változott:
| Lakosok száma | 377  | 297  | 318  | 393  | 397  | 413  | 416  | 419  | 421  | 425  |
|               | 1968 | 1982 | 1990 | 2006 | 2013 | 2015 | 2017 | 2019 | 2020 | 2022 |